# 토드 헤인스
토드 헤인스(Todd Haynes, 1961년 1월 2일 ~ )은 미국의 영화 감독, 각본가이다. 호평을 받은 영화 《세이프》 (1995), 《파 프롬 헤븐》 (2002), 《아임 낫 데어》 (2007), 《캐롤》 (2015) 등으로 알려져 있다. 또한 단편 영화 《슈퍼스타: 더 카렌 카펜터 스토리》 (1987)와 《포이즌》 (1991), 《벨벳 골드마인》 (1998)을 감독하였으며 《파 프롬 헤븐》과 《아임 낫 데어》는 아카데미상 후보에 오르기도 하였다.

## 작품

### 장편 영화
- 《포이즌》 (1991)
- 《세이프》 (1995)
- 《벨벳 골드마인》 (1998)
- 《파 프롬 헤븐》 (2002)
- 《아임 낫 데어》 (2007)
- 《캐롤》 (2015)
- 《원더스트럭》 (2017)
- 《다크 워터스》 (2019)
- 《벨벳 언더그라운드》 (2021)
- 《메이 디셈버》 (2023)

### 단편 영화
- 《슈퍼스타: 캐런 카펜터 이야기》 (1987)